# High on Life
High on Life — відеогра жанру шутера від першої особи з елементами пригодницького бойовика та метроїдванії. Події розгортаються у научно-фантастичному світі зі зброєю, що говорить. Творцем проекту став Джастін Ройланд, а розробником та видавцем — студія Squanch Games. Гра вийшла 13 грудня 2022 року для Windows, Xbox One і Xbox Series X/S.

## Ігровий процес
Гравцям доручено досліджувати ігровий світ, боротися з ворогами та босами.
В ігровому процесі гравець може використовувати чотири «живі» інопланетні зброї, які називаються «ґатліанцями» (eng. Gatlians), кожна з яких оснащена основним, альтернативним і спеціальним режимами стрільби. Ніж має додаткову здатність, яка дозволяє гравцям використовувати зіплайни для пересування по світу.
Гравці можуть отримати здібності та покращити наявні здібності, купуючи покращення в магазинах або знаходячи їх у скринях. Коли гравці отримують нову зброю та інше обладнання, з’являється можливість отримати доступ до раніше недоступних територій.
Крім битв гра містить елементи платформера та головоломки (вирішення деяких з них відбувається за рахунок використанням здібностей ґатліанців). У певних зонах гравець може взаємодіяти з неігровими персонажами.

## Розробка
Розробка High on Life почалася в 2019 році, невдовзі після випуску попередньої гри студії — Trover Saves the Universe. Початкова концепція, придумана Джастіном Ройландом, полягала у створенні шутера від першої особи з зброєю, що говорить, яка могла б спілкуватися з гравцем і реагувати на його дії.
Анонс проекту відбувся 12 червня 2022 під час Xbox & Bethesda Games Showcase 2022, його реліз був призначений на жовтень. 18 серпня 2022 року було оголошено про перенесення релізу на два місяці, щоб покращити та доопрацювати гру.
Оригінальна музика була написана Tobacco з додатковою музикою, наданою Моррісом Боррісом, Райаном Елдером, Семом Хауслендером, Пітом Магуайром, Джонатаном Перосом, Кевіном Теммером та Акашем Таккаром.

## Оцінки й відгуки
| Агрегатор  | Оцінка                    |
| ---------- | ------------------------- |
| Metacritic | (PC) 69/100 (XSXS) 67/100 |

| Видання        | Оцінка  |
| -------------- | ------- |
| Destructoid    | 5.5/10  |
| Eurogamer      | Avoid   |
| Game Informer  | 5.75/10 |
| GameSpot       | 7/10    |
| GamesRadar+    | [ 21 ]  |
| IGN            | 8/10    |
| PC Gamer (США) | 40/100  |

High on Life отримав «змішані або середні відгуки», згідно з агрегатором рецензій Metacritic. Думки критиків розділилися, зокрема, один із ключових елементів гри, грубий та абсурдистський гумор, був багатьма не зрозумілий і значився, як один із її мінусів. Оглядач IGN назвав гру «хуліганистим, абсурдним шутером, який блищить за рахунок свого епатажного гумору, дурного сеттингу і сюжету», тоді як Eurogamer критикував, що сценарій «занадто часто переходить у цинізм і наповнений нудним, швидко набридаючим гумором в дусі South Park.". У статті від The Guardian зазначалося, що сподобається вам High on Life чи ні буде залежати від того, «як ви ставитеся до прослуховування імпровізованої версії серіалу „Рік і Морті“ завдовжки у повноформатну гру». Рецензенти відзначали велику кількість багів, що заважали проходженню гри, а також часті просідання продуктивності. Squanch Games випустила патч першого дня, який усуває ці помилки, а також другий патч 16 грудня 2022 року.